# Kasberg, Oberösterreich
Kasberg är ett berg i Österrike.   Det ligger i distriktet Gmunden och förbundslandet Oberösterreich, i den centrala delen av landet, 180 km väster om huvudstaden Wien. Toppen på Kasberg är 1 747 meter över havet, eller 909 meter över den omgivande terrängen. Bredden vid basen är 14,2 km.
Terrängen runt Kasberg är kuperad åt nordväst, men åt sydost är den bergig. Närmaste större samhälle är Scharnstein, 11,7 km norr om Kasberg. 
I omgivningarna runt Kasberg växer i huvudsak blandskog. Runt Kasberg är det ganska tätbefolkat, med 52 invånare per kvadratkilometer.